# José Miguel López-Frade
José Miguel López-Frade (Madrid, España,  Villa y Corte, 27 de agosto de 1961). Es un empresario que impulsó el desarrollo nacional del sector financiero y bancario en España durante los años 1998-2008.
Fue denunciado por Kutxabank por apropiación indebida, fraude y malversación de fondos, entre otras cosas, cuando estuvo al frente del Banco de Madrid, y salió de España para establecerse en México. https://share.google/om2sLvHVUA3bFdwua   https://share.google/MrXfAUnhxeGZOPhR8 https://share.google/HO0gArEChxoQQBXKd

## Biografía
Licenciado en Ciencias Económicas por la Universidad Complutense de Madrid (1979-1984). Realizó estudios en el Instituto de Empresa (IE) y Carnegie Mellon University sobre Banca y Negocio Internacional en 1986. De 1989 a 1994 se desempeñó como director general de España y Portugal en el First Interstate Bank of California. Entre 1995 y 1996 fue director general de Musini Bankers Trust S.g.i.i.c., S.A., Joint venture entre Bankers Trust y Musini (Mutualidad de Seguros del Instituto Nacional de Industria de España). De 1996 a 1998 fue director general en editorial Taller de Cuentos S.L. una cadena de Franquicias de Libros Personalizados con presencia en 13 países de la cual fue socio fundador. De septiembre de 1998 a enero de 2002, Director de Canales Alternativos en Deutsche Bank y de enero de 2002 hasta abril de 2009, director general de Banco Madrid. Desde ese año dirige Just Enjoy, una compañía global de gestión de inversiones, orientada a impulsar participaciones en empresas de tamaño medio en diversos países de Europa y América. Desde 2008 realiza actividades filantrópicas a través de la Fundación Desarrollo Sostenido (Fundeso), presidida por Rafael Guardans Cambó.

## Sector financiero y  bancario
Entre 1993 y 1994 impulsó el desarrollo del mercado de los  fondos mutuos y mixtos  a través de Bankers Trust y Bankinter S.A., así como la participación de los inversores españoles en mercados emergentes, para lo cual estructuró diversos fondos colectivos y globales. En 2001 promovió la creación de un banco de cobertura nacional a partir de la compra de Banco de Madrid a Deutsche Bank, que gestionó ante la Caja de Ahorros y Monte de Piedad de Gipuzkoa y San Sebastián (Kutxa), el cual fue inaugurado en 2003. Con Banco Madrid impulsó el concepto de red bancaria nacional, sin precedente en 30 años de historia de la banca española, distinta del modelo de bancos regionales y cajas de ahorros, hacia un modelo global equiparable al de los bancos BBVA y Grupo Santander (fundados en 1999), más el activo que representó la incorporación de operadores de banca privada, cuya figura engloba asociados independientes con carteras propias. Entre  2003 y  2005 emitió  el primer fondo global con dicha institución e impulsó la diversificación de carteras y productos financieros para la operación en mercado de capitales, así como la profesionalización de la actividad del banquero privado como figura preponderante en la operación de banca nacional.
Entre los años 2004 y 2008, realizó una serie de foros con medios de comunicación con resonancia nacional, en los que participaron empresarios y funcionarios de gobierno como Elena Salgado, Ministra de Sanidad y Consumo del gobierno Español; Miguel Ángel Fernández Ordóñez, secretario de Estado de Hacienda y presupuestos; Francisco Ros, Secretario de Estado de Telecomunicaciones; Pedro Solbes, vicepresidente segundo y ministro de Economía y Hacienda; Jaime Caruana gobernador del Banco de España, Banco Central; Carlos Etxepare, presidente de la Kutxa; Maite Costa, presidente de la Comisión Nacional de Energía; David Vegara, secretario de Estado de Economía; Carlos Ocaña, secretario de Estado de Hacienda y Economía; Manuel Chaves, presidente de la Junta de Andalucía; Miguel Arias Cañete, secretario de Economía y Empleo del Partido Popular (PP) y Jesús Caldera, ministro de Trabajo, entre otras personalidades. Dichos foros estuvieron orientados tanto al desarrollo de los servicios bancarios, la profesionalización del sector, del mercado de capitales español, con una perspectiva global, el desarrollo de opciones de inversión, así como al impulso de mejoras y reformas gubernamentales en los sectores de energía, impuestos, telecomunicaciones, salud,  vivienda, empleo, pensiones,  con el propósito de nivelar estándares con la Comunidad Europea y los países desarrollados.